# Mantsjoerijse struikzanger
De Mantsjoerijse struikzanger (Horornis canturians synoniemen:Horornis borealis; Cettia borealis) is een zangvogel uit de familie Cettiidae.

## Verspreiding en leefgebied
Deze soort broedt in noordoostelijk China, Siberië en Korea.
Er zijn twee ondersoorten:
- H. c. canturians: broedgebied in Midden- en Oost China, overwintert in Zuid-China en Zuidoost-Azië
- H. c. borealis: broedgebied in Noordoost-China, Siberië en Korea, overwintert in Taiwan en het noorden van de Filipijnen